# Macrobrachium dux
Macrobrachium dux is een garnalensoort uit de familie van de Palaemonidae. De wetenschappelijke naam van de soort is voor het eerst geldig gepubliceerd in 1910 door Lenz.